# Ursa Maior
A Ursa Maior  (UMa) é uma grande, famosa e a mais reconhecível constelação do hemisfério celestial norte. O genitivo em latim, usado para formar nomes de estrelas, é Ursae Majoris. É conhecida há mais de dois mil anos, sendo de conhecimento até dos antigos egípcios.
As constelações vizinhas, segundo a padronização atual, são o Dragão, a Girafa, o Lince, o Leão Menor, o Leão, a Cabeleira de Berenice, os Pegureiros e o Boeiro.

## História
A Ursa Maior foi vista de formas diversas por diferentes povos. 
Carl Sagan, em Cosmos, mostra em seis desenhos artísticos os nomes dados a este grupo de estrelas por diversas culturas.
Seu nome era Ursa Maior para os antigos gregos e os nativos da América do Norte. A mitologia grega explica a formação da Ursa Maior como um castigo de Zeus sobre Calisto.
Ursa Maior é uma das grandes constelações do Almagesto de Ptolomeu, sendo mais conhecida no norte atualmente pela parte de seu pontilhado que lembra um arado.

## Mitologia
Na França, é A Caçarola, e na Inglaterra é O Arado. 
Na China, foi vista como O Burocrata Celestial, e na Índia como Os Sete Sábios. 
Na Europa medieval, era chamada A Carruagem, ou A Carroça de Charles. 
Na Mitologia nórdica, é tida como O Carro de Odin, que o deus usava quando se disfarçava de andarilho.
Os egípcios enxergavam esta constelação dentro de outra maior e a desenharam como uma procissão de um touro aparentemente puxando um homem na horizontal.
Está situada próximo do polo norte celeste.

Na mitologia grega, houve uma ninfa chamada Calisto que fez um voto de virgindade à deusa Ártemis, entretanto, teve um relacionamento com Zeus e juntos tiveram um filho, Arcas. Em uma das versões, Ártemis tenta matar Calisto, mas Zeus impede, a transformando na constelação da Ursa Maior. Em outra versão, Hera quem tenta matar a ninfa por ciúmes. 

Há também mitos ameríndios sobre a Ursa Maior. Um deles conta que que a constelação representa sete irmãos e uma irmã que foram para o céu na tentativa de fugir de um perseguidor, com a cabeça da mãe decapitada pelo próprio pai. Assim, eles se transformaram nas estrelas que compõe a constelação. 

## Curiosidades
A constelação Ursa Maior, formada por sete estrelas principais, já era conhecida por homens do período histórico Paleolítico.
Ela é de grande importância para a navegação marítima e também ajuda na identificação de outras estrelas no céu noturno. Alguns acreditam que foi sua observação determinou o cruzamento do Estreito de Bering e a chegada dos humanos ao continente americano.
A constelação da Ursa Maior, junto da Ursa Menor, são típicas do Hemisfério Norte do planeta. 

## Localização
A Ursa Maior se localiza no hemisfério norte, é possível vê-la com mais facilidade se estiver em países do hemisfério Norte, porém ainda é possível vê-la em outros lugares do mundo. Ela é visível em latitudes entre 90°N e 30°S e cobre 3,10% do céu noturno.
Observadores no Hemisfério Norte podem vê-la todas as noites, durante todo o ano. Procurando uma forma de xícara mediadora com cabo também pode ser vista no céu, o padrão mais reconhecível no céu, e consiste em estrelas brilhantes que formam a cauda e os quadris da constelação. No Hemisfério Norte, a Ursa Maior é visível no céu durante as noites de primavera e perto do horizonte no outono. 

## Estrelas que a compõem
As estrelas que o formam são 7, e seguem o alfabeto grego. Além de alpha Ursa Majoris, do arado fazem parte beta, gamma, delta, epsilon, zeta e eta.
Alpha UMa (Dubhe: a ursa), é uma gigante amarela, com cerca de 25 vezes o tamanho do Sol, e a 86 anos-luz de distância. É um pequeno binário. Beta UMa chama-se Merak (virilha); gamma é Phecda (côxa), e delta é chamada Megrez (base da cauda). Estas três são estrelas idênticas, todas brancas (tipo A), e todas a aproximadamente 100 anos-luz de distância.
Quando nos dirigimos para a cauda, encontramos primeiro epsilon UMa, uma variável tipo alpha-CV, e outra estrela branca tipo A. Chamada Alioth (que não tem tradução adequada), esta estrela é uma das mais brilhantes da constelação, embora uma das mais distantes (se formos pela sua paralaxe). As tabelas mostram uma distância de 78 anos-luz. Este número é ainda discutido e pode ser muito pequeno; a paralaxe indica uma distância de 360 anos-luz.
Depois vem zeta Ursae Majoris (Mizar). Esta estrela forma um binário com Alcor (80 UMa). Encontra-se a 69 anos-luz de acordo com a sua paralaxe, embora algumas autoridades a ponham mais longe (81.2 anos-luz).
Finalmente temos eta Ursae Majoris, também chamada Benetnasch ou Alkaid. É uma estrela azul-esbranquiçada, um pouco mais afastada que as outras, a 95 anos-luz.
Omicron Ursae Majoris é também chamada Muscida, que significa "focinho", e marca de facto o nariz da ursa. Muscida tem uma ténue (magnitude 15) estrela anã como companheira.
Perto, temos a orelha da ursa, que é um pequeno grupo de estrelas, sigma1, sigma2, e rho.
Xi Ursae Majoris encontra-se para Sul, perfazendo um pé da ursa. Não é só um binário interessante, como também um maco histórico, pois foi o primeiro binário em que a sua órbita foi calculada (em 1828). 

A Ursa maior se torna um grande indicativo para astrônomos iniciantes, já que dada a sua facilidade de encontro ela aponta para outros endereços rapidamente. Algumas das estrelas que podem ser achadas através dela são: Estrela do Norte, Capella, Castor, Arcturus e Spica. 